# Ranunculus recens
Ranunculus recens är en ranunkelväxtart som beskrevs av T. Kirk. Ranunculus recens ingår i släktet ranunkler, och familjen ranunkelväxter. Inga underarter finns listade i Catalogue of Life.